# نظرية غراي الحيوية النفسية للشخصية
نظرية الحيوية النفسية للشخصية هي نموذج للعمليات البيولوجية العامة المتعلقة بعلم النفس البشري، والسلوك، والشخصية. النموذج، الذي اقترحه الباحث في علم النفس جيفري ألان غراي عام 1970، مدعوم جيدًا بالبحوث اللاحقة ويحظى بقبول عام بين المتخصصين.
افترض غراي وجود نظامين قائمين على الدماغ للتحكم في تفاعلات الشخص مع بيئته: نظام التثبيط السلوكي (بي آي إس) ونظام التنشيط السلوكي (بي إيه إس). يرتبط ال (بي آي إس) بالحساسية تجاه العقوبة وتحفيز التجنب. بينما يرتبط ال(بي إيه إس) بالحساسية للمكافأة وتحفيز المقاربة (الإقبال). صممت مقاييسٌ نفسية لقياس هذه النظم المفتَرَضة ودراسة الفروق الفردية في الشخصية. ترتبط العصابية، وهي بُعد شخصي متعلق بالأداء العاطفي مدروس باستفاضة، ارتباطًا إيجابيًا بمقاييس ال(بي آي إس) و سلبيًا بمقاييس ال (بي إيه إس).

## تاريخها
تشبه نظرية الحيوية النفسية للشخصية إحدى نظريات غراي الأخرى، وهي نظرية تعزيز الحساسية. وضِعت نظرية الحيوية النفسية للشخصية بعد اختلاف غراي مع نظرية اليقظة (الاستثارة) لهانز آيزنك التي تناولت السمات البيولوجية للشخصية. بحث آيزنك في جهاز التنشيط الشبكي الصاعد (إيه آر إيه إس) للإجابة على الأسئلة المتعلقة بالشخصية. ال (إيه آر إيه إس) هو جزء من بنية الدماغ اقتُرح بأنه يتناول الاستثارة القشرية، ومن هنا جاء مصطلح نظرية الاستثارة. قارن آيزنك بين مستويات الاستثارة على مقياس الانطواء مقابل الانبساط. ثم استخدمت المقارنة بين هذين المقياسين في وصف شخصيات الأفراد وأنماط سلوكهم المقابلة لها. اختلف غراي مع نظرية آيزنك لأنه (غراي) اعتقد أن أشياءً مثل السمات الشخصية لا يمكن تفسيرها فقط بالإشراط الكلاسيكي. عوضًا عن ذلك، وضع غراي نظريته التي تعتمد على الاستجابات الفسيولوجية بشكل أكبر من نظرية آيزنك.
حصل غراي على الكثير من الدعم لنظرياته وقام بتجاربه على الحيوانات لاختبار فرضياته. إذ يتيح استخدام الحيوانات كموضوعات تجارب للباحثين اختبار مدى مسئولية مناطق الدماغ المختلفة عن آليات التعلم المختلفة. ركزت نظرية غراي تحديدًا على فهم كيفية ارتباط المكافأة أو العقوبة باستعدادات القلق والاندفاع. وجدت أبحاثه ودراساته الأخرى أن المكافأة والعقاب يخضعان لسيطرة أنظمة منفصلة، ونتيجة لذلك يمكن أن يكون لدى الناس حساسيات مختلفة لمنبهات المكافأة والعقاب هذه.

## نظام التثبيط السلوكي (نظام تثبيط السلوك)
نظام التثبيط السلوكي (بي آي إس)، على النحو الذي اقترحه غراي، هو نظام نفسيٌ عصبيٌ يتنبأ باستجابة الفرد للإشارات المتعلقة بالقلق في بيئة معينة. ينشط هذا النظام في أوقات العقاب، أو مع الأشياء المملة، أو الأحداث السلبية. بالاستجابة للإشارات مثل المنبهات السلبية أو الأحداث التي تنطوي على عقوبة أو إحباط، يقود هذا النظام في النهاية إلى تجنب مثل هذه الأحداث السلبية وغير السارة. وفقًا لنظرية غراي، يرتبط ال(بي آي إس) بالحساسية تجاه العقوبة وكذلك التحفيز على تجنبها. كما اقتُرح أن ال(بي آي إس) هو الأساس المسبب للقلق. يعني النشاط المرتفع لـ(بي آي إس) زيادة الحساسية تجاه عدم المكافأة، والعقاب، والتجارب الجديدة. ينتج عن هذا المستوى الأعلى من الحساسية لهذه الإشارات تجنب طبيعي لمثل هذه البيئات من أجل اتقاء التجارب السلبية مثل الخوف، والقلق، والإحباط، والحزن. يرى الأشخاص الذين لديهم حساسية شديدة للعقاب أن العقوبات منفرة أكثر ويكونون أكثر تعرضًا للتشتت بالعقوبات.
يُعتقد أن الآلية الفسيولوجية وراء ال (بي آي إس) هي نظام سابقة الحاجز الحصيني  ووارداتها ذات المفعول أحادي الأمين من جذع الدماغ. قيِّم حجم المناطق المذكورة لملاحظة الاختلافات الفردية، باستخدام تحليل قياس الأشكال القائم على فوكسل (عنصر الحجم/ العنصم). قد تشير النتائج إلى وجود علاقة بين الحجم وسمات الشخصية المرتبطة بالقلق. وجِدت النتائج في قشرة المدار الجبهي (القشرة المخية الجبهية)، والطلل (تلفيف مخي صغير)، واللَوزة، وقشرة الفص الجبهي.

## نظام التنشيط السلوكي
يعتمد نظام التنشيط السلوكي (بي إيه إس)، بعكس نظام التثبيط السلوكي (بي آي إس)، على نموذج التحفيز الترغبّي- في هذه الحالة، رغبة الفرد في السعي نحو الأهداف وتحقيقها. يُستثار الـ(بي إيه إس) عندما يتلقى إشارات مقابلة للمكافآت ويتحكم في الأفعال غير المرتبطة بالعقاب، بل الأفعال التي تنظم سلوكيات نوع التقارب. هذا النظام له علاقة بالأمل. وفقًا لنظرية غراي، فإن (بي إيه إس) حساس للمحفزات الجذابة المشروطة، ويرتبط بالنزوية (الاندفاعية). ويعتقد أيضا أن يكون مرتبطة بالحساسية للمكافأة وكذلك تحفيز المقاربة (الإقدام).  يعتبر (بي إيه إس) حساسًا لعدم العقاب والمكافأة. إذ يُظهر الأفراد الذين لديهم ال( بي إيه إس) شديد النشاط مستويات عالية من المشاعر الإيجابية مثل الغبطة، والسعادة، والأمل في الاستجابة للإشارات البيئية التي  تتسق مع عدم العقاب، والمكافأة، وتحقيق الأهداف. فيما يتعلق بالشخصية، يكون هؤلاء الأفراد أكثر ميلًا للانخراط في الجهود الموجهة نحو الأهداف والشعور بهذه المشاعر الإيجابية عندما يتعرضون لمكافأة وشيكة. لا تُعرف الآلية الفسيولوجية لـ (بي إيه إس) بنفس قدر آلية الـ (بي آي إس)، ولكن يُعتقد أنها مرتبطة بالمسارات الكاتيكولامينية والدوبامينية في الدماغ. الدوبامين هو ناقل عصبي يقترن عادة بالانفعالات الإيجابية، مما قد يفسر الميل للشعور بالغبطة والسعادة عند تحقيق الأهداف الذي جرى ملاحظته.
أظهر الأشخاص الذين لديهم ال( بي إيه إس) شديد النشاط أنهم يتعلمون أفضل بالمكافأة أكثر من العقاب، على عكس ال(بي آي إس) كما ذكر في الأعلى. يُعتقد بأن ال(بي إيه إس) يشمل سمة النزوية (الاندفاعية) المرتبطة أيضًا باضطرابات نفسية مثل اضطراب نقص الانتباه مع فرط النشاط (إيه دي إتش دي)، وإدمان المخدرات، وتعاطي الكحول. كلما ارتفعت درجة ال( بي إيه إس)، أو ارتفعت درجة الاندفاع، زاد احتمال ارتباطها بالاضطرابات النفسية المرضية أو اضطرابات إزالة التثبيط. تُنشَّط جوانب معينة من نظام المكافآت الدوباميني عند تقديم إشارات المكافآت والمعززات، بما في ذلك المكافآت البيولوجية مثل الطعام والجنس. هذه المناطق في الدماغ، والتي أُبرزت خلال دراسات متعددة بالرنين المغناطيسي الوظيفي، هي نفس المناطق المرتبطة بال(بي إيه إس).

## المقارنة والمقابلة (التباين)
يعمل النظامان معًا في علاقة عكسية. بعبارة أخرى، عندما يحدث موقف معين، يمكن للكائن الحي التعامل مع الموقف باستخدام أحد النظامين. لن يُنبه النظامان في آن واحد وتعتمد هيمنة أحد النظامين على الموقف من حيث العقوبة مقابل المكافأة. يُعتقد أن ظاهرة التمايز  بين النظامين هذه تحدث بحكم المناطق المنفصلة في الدماغ التي تنشط استجابةً للمنبهات المختلفة. لوحظ هذا الاختلاف منذ سنوات من خلال التنبيه الكهربائي للدماغ.